# Kenney Jones
Kenneth Thomas „Kenney“ Jones (* 16. září 1948 Stepney, London Hospital, Whitechapel, East London) je anglický rockový bubeník. Nejvíce se proslavil svou spoluprací s kapelami Small Faces, Faces a následně The Who, po smrti Keithe Moona v roce 1978. Kenney byl v roce 2012 uveden do Rock and Roll Hall of Fame.

## Osobní život
Jones má šest dětí: Dylan (1972), Jesse (1977), Casey (1987), Jay (1989), Cody (1994) a Erin (1997).
Je ženatý s bývalou modelkou Jayne Andrew, matkou jeho čtyř dětí. Jeho rodiči jsou Samuel (zemřel v roce 1996) a Violet Jones. Violet Jones žije stále ve Stepney ve Východním Londýně. Kenney Jones žije v současné době se svojí rodinou v Ewhurstu v Surrey v Anglii.